# Jelena Dementieva
Jelena Vjatjeslavovna Dementieva, (ryska: Елена Вячеславовна Дементьева), född 15 oktober 1981 i Moskva, är en rysk tidigare professionell tennisspelare.

## Tenniskarriären
Jelena Dementieva blev professionell spelare på WTA-touren 1998 och hade fram till juli 2008 vunnit nio WTA-titlar i singel och ytterligare tre i ITF-arrangerade turneringar. Som bäst rankades Dementieva som världsfyra i singel (oktober 2004). Hon har inte vunnit någon singeltitel i Grand Slam (GS)-turneringar, men spelat två finaler och en semifinal. År 2002 vann hon dubbeltiteln i WTA Tour Championship och har totalt vunnit nio professionella dubbeltitlar. Som bäst rankades hon på femte plats i dubbel (5 april 2003). Dementieva har spelat in 9 837 500 US dollar i prispengar fram till juli 2008.
Dementieva gjorde debut i alla fyra GS-turneringar 1999 och nådde som bäst tredje omgången i US Open. Säsongen därpå, 2000, nådde hon som första ryska någonsin semifinalen i US Open, vilken hon förlorade mot Lindsay Davenport. Samma år vann hon silvermedaljen i Olympiska sommarspelen i Sydney (finalförlust mot amerikanskan Venus Williams).
År 2001 efterträdde Dementieva Anna Kurnikova som rysk etta och rankades för andra året i rad bland de 20 bästa spelarna på WTA-touren. År 2002 nådde hon dubbelfinalen i US Open tillsammans med den slovakiska spelaren Janette Husárová. Med henne vann hon också det året dubbeltiteln i säsongsavslutande WTA Tour Championship. 
Säsongen 2003 vann Dementieva sin första singeltitel på WTA-touren (Amelia Island), varvid hon besegrade spelare som Justine Henin, Amanda Coetzer och i finalen Lindsay Davenport. Hon vann också under året titlarna i Bali och Shanghai. 
Sitt verkliga genombrott fick Dementieva säsongen 2004. Hon besegrade då spelare som tidigare världsettorna Venus Williams och Lindsay Davenport i olika turneringar. Hon nådde finalen i Franska öppna, vilken hon dock förlorade till landsmaninnan Anastasija Myskina i närvaro av förre ryske presidenten Boris Jeltsin. I september samma år nådde hon finalen i US Open och mötte där en annan ryska, Svetlana Kuznetsova, som vann i två raka set (6–3, 7–5). År 2005 spelade Dementieva semifinal i US Open, vilken hon dock förlorade till fransyskan Mary Pierce.
I februari 2006 vann Dementieva Tier I-turneringen Toray Pan Pacific Open genom finalsger över Martina Hingis (6–2, 6–0). Den 4 juli 2006 förlorade hon kvartsfinalen i Wimbledonmästerskapen mot ryskan Marija Sjarapova (1–6, 4–6) efter att ha spelat med hög felprocent under matchens inledning. Under säsongen vann hon också singeltiteln i Los Angeles. Under första delen av säsongen 2007 har hon inte vunnit någon turneringstitel, men vann senare singeltitlarna i Istanbul och Moskva. I mars 2008 vann hon singeltiteln i Dubai genom finalseger över Svetlana Kuznetsova (4–6, 6–3, 6–2). 
Jelena Dementieva har deltagit i det ryska Fed Cup-laget 1999–2006. Hon har spelat 30 matcher av vilka hon vunnit 22. Hon deltog i det segrande laget i världsfinalerna 1999 och 2005.

## Spelaren och personen
Jelena Dementieva har karakteriserats som en snabb offensiv baslinjespelare med mycket hårda grundslag på både forehand och backhand, det senare slaget slår hon med dubbelfattning. Hennes serve var tidigare inte i paritet med övriga slag och särskilt andraserven var hennes största tekniska svaghet. Från och med säsongen 2008 har hon dock förbättrat sin serve betydligt. 
På fritiden tycker hon om att åka skidor och spela schack. Hon hade tidigare en stor kaktussamling.
Hon är gift med ishockeyspelaren Maksim Afinogenov.

## WTA-titlar

### Singel (16)
- 2010 - Sydney, Paris (inomhus)
- 2009 - Auckland, Sydney, Toronto
- 2008 - Dubai, Peking-OS, Luxemburg
- 2007 - Istanbul, Moskva
- 2006 - Tokyo, Los Angeles
- 2004 - Hasselt
- 2003 - Amelia Island, Bali, Shanghai

### Dubbel
- 2005 - Los Angeles (med Flavia Pennetta)
- 2003 - 's-Hertogenbosch (med Lina Krasnorutskaja)
- 2002 - Berlin, San Diego, Moskva, WTA Tour Championships (alla med Janette Husárová)